# Бјел (Горња Марна)
Бјел (фр. Biesles) насеље је и општина у североисточној Француској у региону Шампањ-Арден, у департману Горња Марна која припада префектури Шомон.
По подацима из 2011. године у општини је живело 1.394 становника, а густина насељености је износила 58,47 становника/km². Општина се простире на површини од 23,84 km². Налази се на средњој надморској висини од 388 метара.

## Демографија
| 1962. | 1968. | 1975. | 1982. | 1990. | 1999. | 2011. |
| ----- | ----- | ----- | ----- | ----- | ----- | ----- |
| 1.174 | 1.262 | 1.287 | 1.300 | 1.396 | 1.426 | 1.394 |

График промене броја становника у току последњих година